# Speocera bosmansi
Espèce
Speocera bosmansi est une espèce d'araignées aranéomorphes de la famille des Ochyroceratidae.

## Distribution
Cette espèce est endémique de Sulawesi en Indonésie,. Elle se rencontre dans le parc national Bogani Nani Wartabone.

## Étymologie
Cette espèce est nommée en l'honneur de Robert Bosmans.

## Publication originale
- Baert, 1988 : The Ochyroceratidae and Mysmenidae from Sulawesi (Araneae). Indo-Malayan Zoology, vol. 5, p. 9-22.